# The Earl's Palace (Kirkwall)

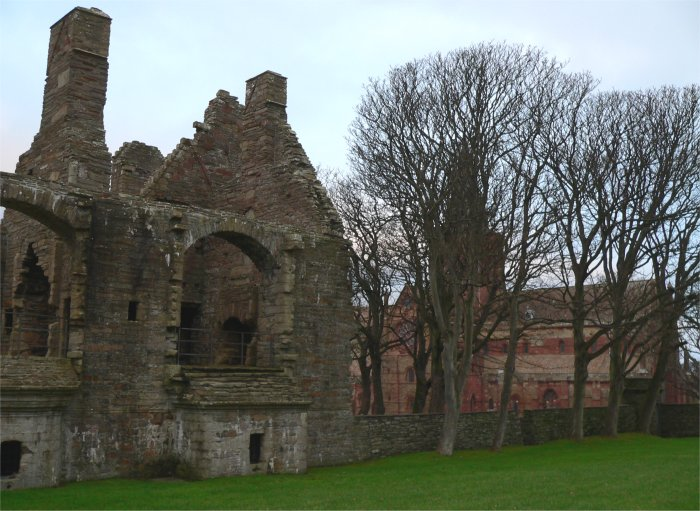
De vleugel met de grote hal van The Earl's Palace vanaf de oostelijke zijde, met aan de rechterzijde St. Magnus Cathedral.

The Earl's Palace, is een paleis in renaissance stijl in Kirkwall (Mainland, Orkney-eilanden). Het ligt naast de St. Magnus Cathedral en The Bishop's Palace.

## Geschiedenis
In 1564 gaf Mary Stuart de beschikking over de koninklijke goederen op Orkney en Shetland aan haar halfbroer Robert Stewart. In 1568 wist hij ook The Bishop's Palace te bemachtigen. Hij bouwde voor zichzelf in 1569 een paleis in Birsay, namelijk The Earl's Palace (Birsay).
Patrick Stewart, volgde in 1592 zijn vader op als Earl van Orkney. In 1606 begon hij met de bouw van The Earl's Palace in Kirkwall. Hij koos hiervoor de locatie naast het bestaande Bishop's Palace. Hij verfraaide dit laatste paleis, waardoor de twee paleizen één geheel vormden. Patrick Stewart werd in 1610 gevangengezet en overleed in 1614. Hierdoor is het complex nooit afgemaakt.
Na de periode met Patrick Stewart werd het paleis nog korte tijd door de bisschop gebruikt. Later werd het bewoond door de Earl van Morton, gevolgd door opnieuw de bisschop van 1671 tot 1688. Hierna raakte het paleis in onbruik.

## Bouw
Het paleis bestaat grofweg uit drie delen; twee vleugels en een vierkante toren. De twee vleugels staan haaks op elkaar. De vleugel met de grote hal staat georiënteerd in noord-zuidelijke richting. De vleugel met de keuken en de kelders begint aan de zuidzijde van de eerste vleugel en breidt zich uit naar het westen. Vermoedelijk was het de bedoeling geweest dat deze vleugel zich verder westelijk zou uitbreiden en daardoor vast zou komen te zitten aan The Bishop's Palace. Op de noordwestelijke hoek van de eerste vleugel staat de vierkante toren.
De toegang tot het complex was vanuit het noordwesten. Deze zijde is dan ook het meest imposant en wordt gekarakteriseerd door grote ramen en diverse kleine torentjes, die geen strategisch nut hebben gehad.

## Beheer
The Earl's Palace wordt beheerd door Historic Environment Scotland.